# Judy-Ann Melchior

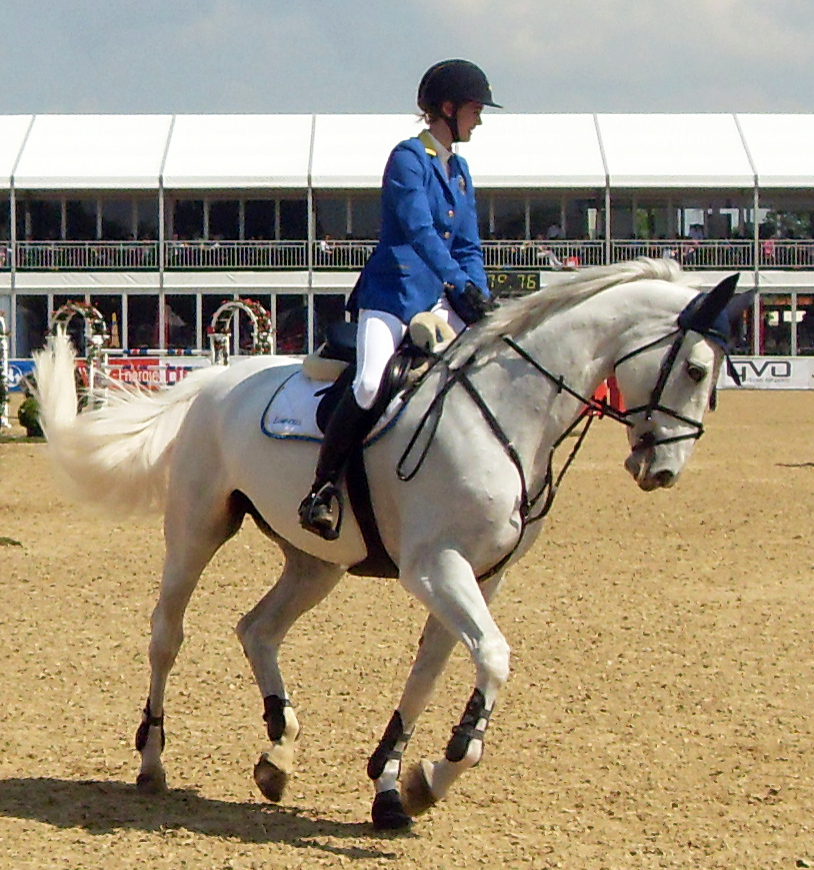
Judy-Ann Melchior mit As Cold as Ice Z in Mannheim 2013

Judy-Ann Melchior (* 18. Oktober 1986 in Maastricht) ist eine belgische Springreiterin.
Im September 2010 befand sie sich auf Rang 57 der Weltrangliste.

## Privates
Judy-Ann Melchior ist die Tochter von Zangersheide-Gründer Léon Noël Melchior (* 1926, † 2015), inzwischen leitet sie das Gestüt.
Seit 2008 ist Judy-Ann Melchior mit dem deutschen Springreiter Christian Ahlmann liiert, am 27. Juli 2012 wurde ihr Sohn in Datteln geboren. Sieben Jahre später wurde eine gemeinsame Tochter geboren.

## Pferde

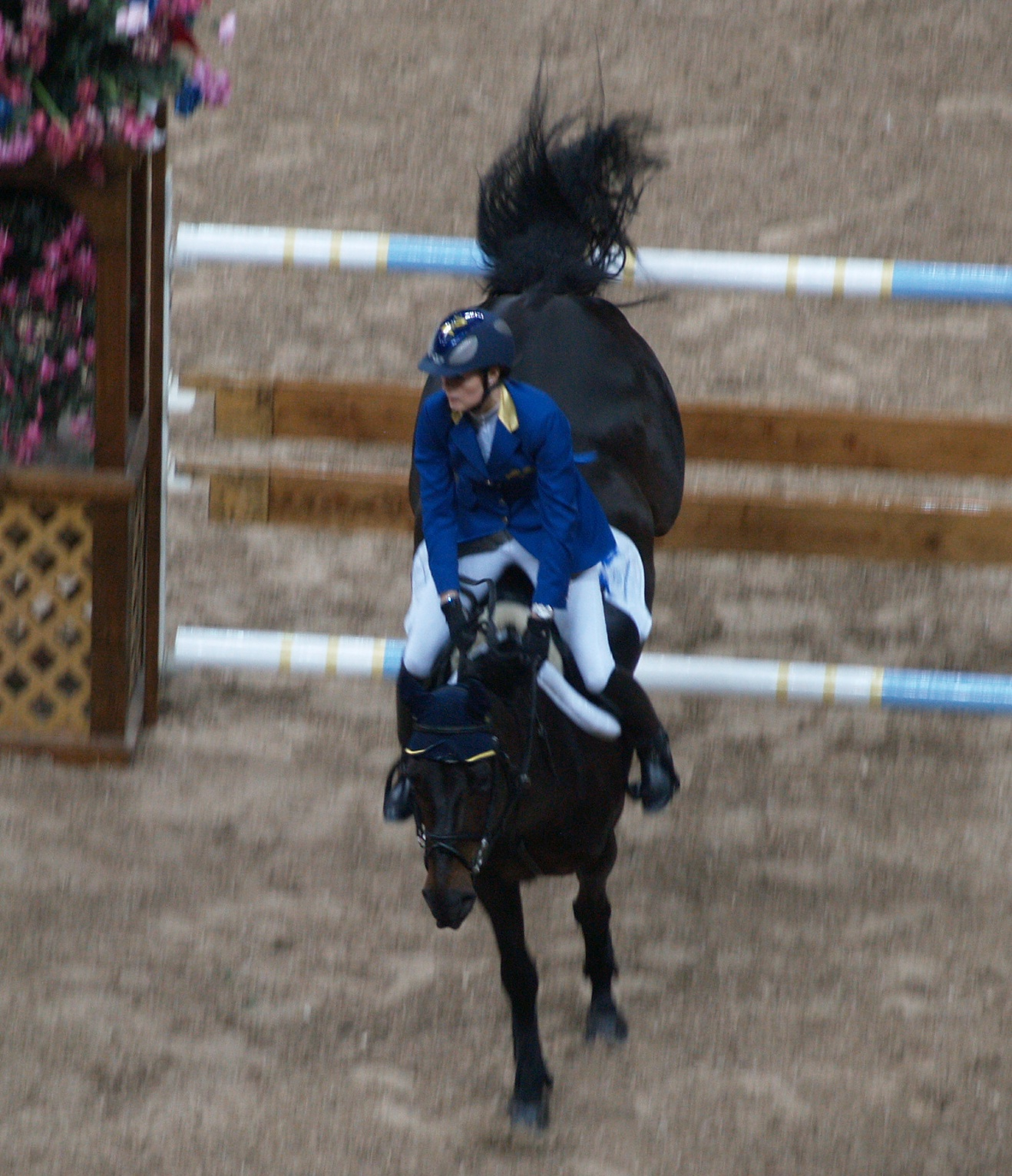
Judy-Ann Melchior mit Grande Dame Z 2007

- Levisto Z (* 1997; † 2021), Holsteiner Schimmelhengst, Vater: Leandro, Muttervater: Carolus, 2013 aus dem Sport verabschiedet[6]
- Aktion Pur Z (* 1998; † 2024), Westfale brauner Hengst, Vater: Ars Vivendi, Muttervater: Pilot[7], zuletzt im Juli 2013 von Tobias Thoenes im internationalen Sport eingesetzt
- Cha Cha Z (* 2000), braune Zangersheider Stute, Vater: Carthago Z, Muttervater: Beach Boy[8], zuletzt im August 2013 im internationalen Sport eingesetzt
- Grande Dame Z (* 1992, ursprünglich: Zorann), Oldenburger Rappstute, Vater: Grannus, Muttervater: Ramino, zuletzt 2008 im internationalen Turniersport eingesetzt[9]
- Espoir Z (* 1992), brauner Selle Français-Wallach, Vater: Quonglot Rouge, Muttervater: Pot D’Or, zuletzt 2008 im internationalen Turniersport eingesetzt[10]
- Nachito v/d Ketse (* 2013), Belgisches Warmblut Schimmelwallach, Vater: Quality Time TN, Muttervater: Baloubet du Rouet

## Erfolge

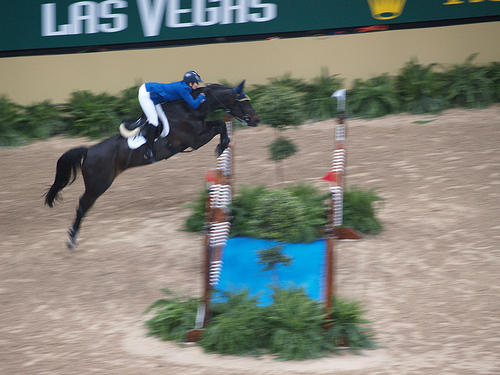
Judy-Ann Melchior mit Grande Dame Z beim Weltcupfinale 2007 in Las Vegas

### Championate und Weltcup
Im Jahr 2004 gewann Judy-Ann Melchior mit Espoir Z die Silbermedaille mit der Mannschaft und die Bronzemedaille in der Einzelwertung der Europameisterschaften der Jungen Reiter (Altersgruppe 19 bis 21 Jahre) in Vilamoura. Bemerkenswert hierbei ist, dass Espoir Z nur „dritte Wahl“ war – zwei andere Pferde, unter anderem der später von Daniel Deußer gerittene Air Jordan Z – fielen krankheitsbedingt aus.
Bei den Europameisterschaften in San Patrignano 2005, Melchiors erstem Championat in der Altersklasse der Reiter, wurde sie mit Olympic Z in der Einzelwertung Zwölfte. Auch an den Weltreiterspielen 2006 (hier wurde sie mit belgischen Mannschaft Siebente in der Mannschaftswertung mit Grande Dame Z) und an den Europameisterschaften 2007 und 2009 nahm sie teil.
Bei den Weltreiterspielen 2010 in Kentucky gewann sie auf Cha Cha Z gemeinsam mit der belgischen Mannschaft die Bronzemedaille.
Hinzu kommen als bedeutende Erfolge die Siege 2008 und 2009 beim FEI Zangersheide Sires of the world (FEI-Springreit-Championat für Hengste) hinzu. Mit Levisto Z errang sie beide Siege auf der heimischen Anlage in Lanaken-Zangersheide.

### Weitere Erfolge (ab 2006)
- 2006: 1. Platz im Schwedischen Springderby (Falsterbo, CSIO 5*) mit Espoir Z, 4. Platz im Großen Preis von La Coruña (CSI 5*) mit Grande Dame Z, 3. Platz in der Weltcupprüfung von Mechelen mit Grande Dame Z sowie mit der belgischen Mannschaft 2. Platz in den Nationenpreisen von Lummen und Falsterbo (beide CSIO 5*, jeweils mit Grande Dame Z)
- 2007: 3. Platz im Großen Preis von Wisbecq (CSI 3*) mit Aktion Pur Z, 4. Platz im Großen Preis von Lyon (CSI 5*) mit Levisto Z, 4. Platz im Großen Preis von München (CSI 4*) mit Grande Dame Z
- 2008: 4. Platz im Großen Preis von Doha (CSI 5*, GCT-Wertungsprüfung) mit Aktion Pur Z, 2. Platz in einem CSI 3*-Großen Preis in Arezzo mit Grande Dame Z sowie mit der belgischen Mannschaft 1. Platz im Nationenpreis von La Baule (CSIO 5*) mit Aktion Pur Z
- 2009: 5. Platz im Großen Preis von Rio de Janeiro (CSI 5*) mit Levisto Z
- 2010: 3. Platz in der Weltcupprüfung von Vigo (CSI 5*-W) mit Cha Cha Z